# 아리타마촌
아리타마촌(有玉村)은 시즈오카현 나가카미군·하마나군에 설치되었던 촌이다. 현재의 하마마쓰시 히가시구 북서부에 해당한다.